# Киплячий ядерний реактор
Кипля́чий я́дерний реа́ктор (англ. Boiling Water Reactor, BWR) — енергетичний ядерний реактор, в якому пароводяну суміш отримують безпосередньо в активній зоні.

## Особливості

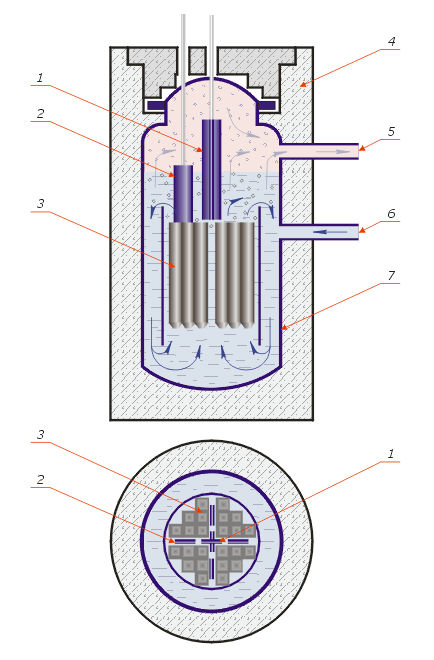
Схема киплячого корпусного ядерного реактора:
1,2 — стержні системи управління і захисту (в більшості випадків розташовуються знизу);
3 — ядерне паливо;
4 — біологічний захист;
5 — вихід пароводяної суміші;
6 — вхід води;
7 — корпус

В АЕС з не киплячими реакторами температура води в першому контурі нижче температури кипіння при встановленому робочому тиску для даних типів реакторів. Для отримання прийнятного коефіцієнта корисної дії необхідні температури (більше 300 °C), це можливо тільки при високому тиску (в реакторах ВВЕР-1000 робочий тиск у корпусі 15,7 МПа), що вимагає створення високоміцного корпусу. Насичена водяна пара під тиском 1,2–6,0 МПа при температурі до 330 °C виробляється в другому контурі. У киплячих реакторах пароводяну суміш отримують в активній зоні. Тиск води в першому контурі становить близько 7,0 МПа. При цьому тиску вода закипає в об'ємі активної зони вже при температурі 280 °C. Киплячі реактори мають ряд переваг в порівнянні з не киплячими. У киплячих реакторах корпус працює при нижчому тиску, у схемі АЕС немає парогенератора.
Киплячі реактори монтуються в гермооболонці (контайнменті), в якій також монтуються системами зниження тиску. Контайнмент складається з двох головних частин — сухої шахти (сухого боксу) реактора (англ. dry-well) і бака-барботера (англ. wet-well). У випадку аварії з втратою теплоносія в межах гермооб'єму, пара направляється за допомогою козирків (напрямних апаратів) в бак-барботер з водою, де відбувається її конденсація. На додаток є також системи з розпиленням води в гермооб'ємі.
Ще одна особливість киплячих реакторів полягає в тому, що у них відсутнє борне регулювання, компенсація повільних змін реактивності (наприклад: вигорання палива) виконується лише міжкасетними поглиначами, які виконані у вигляді хреста. Борне регулювання неефективне через високу розчинність бору в парі (більша його частина буде виноситися в турбіну). Бор вводять лише на час перевантаження палива для створення глибокої підкритичності.
У більшості киплячих реакторів поглинаючі стрижні системи управління і захисту (СУЗ) розташовуються знизу. Таким чином значно підвищується їх ефективність, так як максимальний потік теплових нейтронів зміщений у реакторах цього типу в нижню частину активної зони. Така схема також зручніша при перевантаженнях палива та звільняє верхню частину реактора від приводів СУЗ, дозволяючи таким чином більш ефективно організувати сепарацію пари.

## Умови роботи
| 1. Корпус реактора (КР) 2. Тепловиділяючі збірки 3. Стрижні управління і захисту 4. Циркуляційні насоси (ЦН) 5. Приводи стрижнів СУЗ 6. Пара на турбіну 7. Живильна вода 8. Циліндр високого тиску турбіни (ЦВТ) 9. Циліндр низького тиску турбіни (ЦНТ) | 10. Турбогенератор 11. Збудник 12. Конденсатор 13. Охолоджуюча вода конденсатора 14. Підігрівач живильної води 15. Живильний насос 16. Конденсатний насос 17. Залізобетонна оболонка 18. Підключення до мережі |

Схема роботи атомної електростанції з киплячим реактором
1. Корпус реактора (КР)
2. Тепловиділяючі збірки
3. Стрижні управління і захисту
4. Циркуляційні насоси (ЦН)
5. Приводи стрижнів СУЗ
6. Пара на турбіну
7. Живильна вода
8. Циліндр високого тиску турбіни (ЦВТ)
9. Циліндр низького тиску турбіни (ЦНТ)
10. Турбогенератор
11. Збудник
12. Конденсатор
13. Охолоджуюча вода конденсатора
14. Підігрівач живильної води
15. Живильний насос
16. Конденсатний насос
17. Залізобетонна оболонка
18. Підключення до мережі

Для стійкої роботи киплячого корпусного реактора вибирають такий режим, при якому масова кількість пари не перевищує певну величину. При великих значеннях масової кількість пари робота реактора може бути нестійкою. Така нестійкість пояснюється тим, що пара витісняє воду з активної зони, а це збільшує довжину уповільнення нейтронів LS. При дуже бурхливому кипінні значення LS зростає настільки, що реактор отримує негативну (від'ємну) реактивність і потужність реактора починає падати.
Зниження потужності зменшує інтенсивність кипіння, масову кількість пари, а значить, і довжину уповільнення нейтронів. У результаті такого процесу реактивність стає позитивною, після чого потужність реактора і внаслідок чого інтенсивність кипіння починають зростати. Відбувається небезпечне для конструкції реактора і персоналу, який його обслуговує, коливання потужності.
Якщо паровміст нижче допустимого, таких небезпечних коливань потужності не відбувається, реактор саморегулюється, забезпечуючи стабільний режим роботи. Так, зниження рівня потужності та зменшення інтенсивності кипіння звільняє реактивність, що забезпечує повернення рівня потужності до вихідного положення. Паровміст води на виході з активної зони залежить від питомої потужності. Тому допустимий паровміст, нижче якого забезпечується стійка робота киплячого реактора, обмежує потужність реактора з заданими розмірами активної зони. При такому обмеженні з одиниці об'єму киплячого реактора знімається менша потужність, ніж з одиниці об'єму некиплячого реактора. Це істотний недолік киплячих реакторів.
Вказані процеси характерні для активної зони, в якій об'єм води-уповільнювача надлишковий щодо оптимальної її кількості, що визначається з відношення об'єму води до об'єму палива. У цьому випадку зменшення кількості води-уповільнювача нейтронів в активній зоні через кипіння наближає співвідношення обсягів сповільнювача й палива до оптимального і призводить до збільшення властивості «розмноження» палива.
У разі затиснутої активної зони, в якій води відносно бракує навіть за відсутності кипіння, поява кипіння буде супроводжуватися зниженням потужності через нестачу уповільнення нейтронів на воді і погіршення «розмножуючих» властивостей такої активної зони.

## Основні типи
Приклади киплячих реакторів:
- РБМК — реактор великої потужності, канальний — (РБМК-1000, РБМК-1500) СРСР;
- BWR — (Boiling Water Reactor) — киплячий водяний реактор — (BWR/1-BWR/6) США;
- ABWR — (Advanced Boiling Water Reactor) — розширений киплячий реактор — (ABWR-1350) США;
- SBWR — (Simplified Boiling Water Reactor) — спрощений киплячий реактор — (SBWR-600) США.